# مید وست

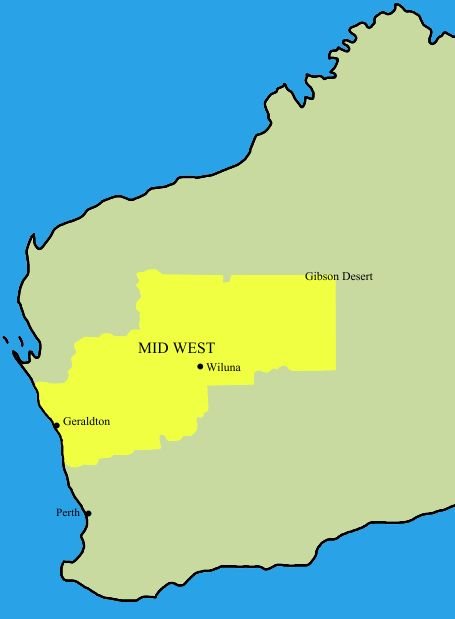

مید وست (به انگلیسی: Mid West) یکی از ۹ ناحیه ایالت استرالیای غربی در کشور استرالیاست. مساحت آن برابر ۴۷۲٬۰۰۰ کیلومتر مربع تخمین زده می‌شود. پراکندگی جمعیت در این ناحیه بسیار متفاوت است. در قسمت‌های غربی و نزدیک ساحل، به دلیل رونق بالای صنعت ماهیگیری و کشاورزی، تراکم جمعیت بالاست. ولی در قسمت‌های شرقی به دلیل وجود ناحیهٔ بیابانی، جمعیت کمی ساکن هستند که اغلب در استخراج معادن طلا و نیکل اشتغال دارند. بر اساس سرشماری سال ۲۰۱۰ جمعیت این منطقه در حدود ۵۵٬۰۰۰ نفر بود. شهر گیرالدتن پرجمعیت‌ترین شهر این ناحیه است.